# 艾琳·杭特
艾琳·杭特（英語：Erin Hunter）為數名作家所使用的共同筆名。

## 成員
成員包括：
- 凱特·卡里（英语：Kate Cary）
- 基立·鮑德卓（英语：Cherith Baldry）
- 維多利亞·荷姆斯（英语：Victoria Holmes），任編輯(現已不參與)。
- 杜依·蘇特蘭（英语：Tui Sutherland），撰寫荒野手冊。
- 吉琳恩‧菲利浦（英语：Gillian Philip）
- 茵芭莉‧伊西爾斯（英语：Inbali Iserles）
- 蘿西‧貝斯特（英语：Rosie Best）

## 作品
- 貓戰士系列
- 熊行者系列
- 狗勇士系列
- 虎勇者系列（作著中）
- 龜武士系列（計畫中）